# Littérature antillaise
La littérature antillaise est un terme générique utilisé pour recouvrir toute la littérature francophone des Antilles : de Guadeloupe et Martinique, mais aussi l'abondante littérature haïtienne.
Alexandre Dumas, bien qu'ayant des origines haïtiennes, n'est pas considéré comme écrivain antillais car la Caraïbe n'a jamais influencé son art.
La littérature franco-antillaise s'inscrit plus globalement dans une littérature caribéenne, des Caraïbes, une culture afro-caribéenne :
- Littérature néerlandaise des Antilles et de Surinam,
- Littérature anglophone caribéenne (en)[1], poésie caribéenne (en)
- et une créolité foisonnante.

## Mouvements littéraires
Plusieurs mouvements littéraires sont, également ou essentiellement, antillais, dont : doudouisme,  négritude, créolité, antillanité, indianité, Tout-Monde, sacraïsme.

## Liste d'auteurs franco-antillais
Cette liste n'est bien sûr pas exhaustive.
- Alain Agat (Martinique) (1964-)

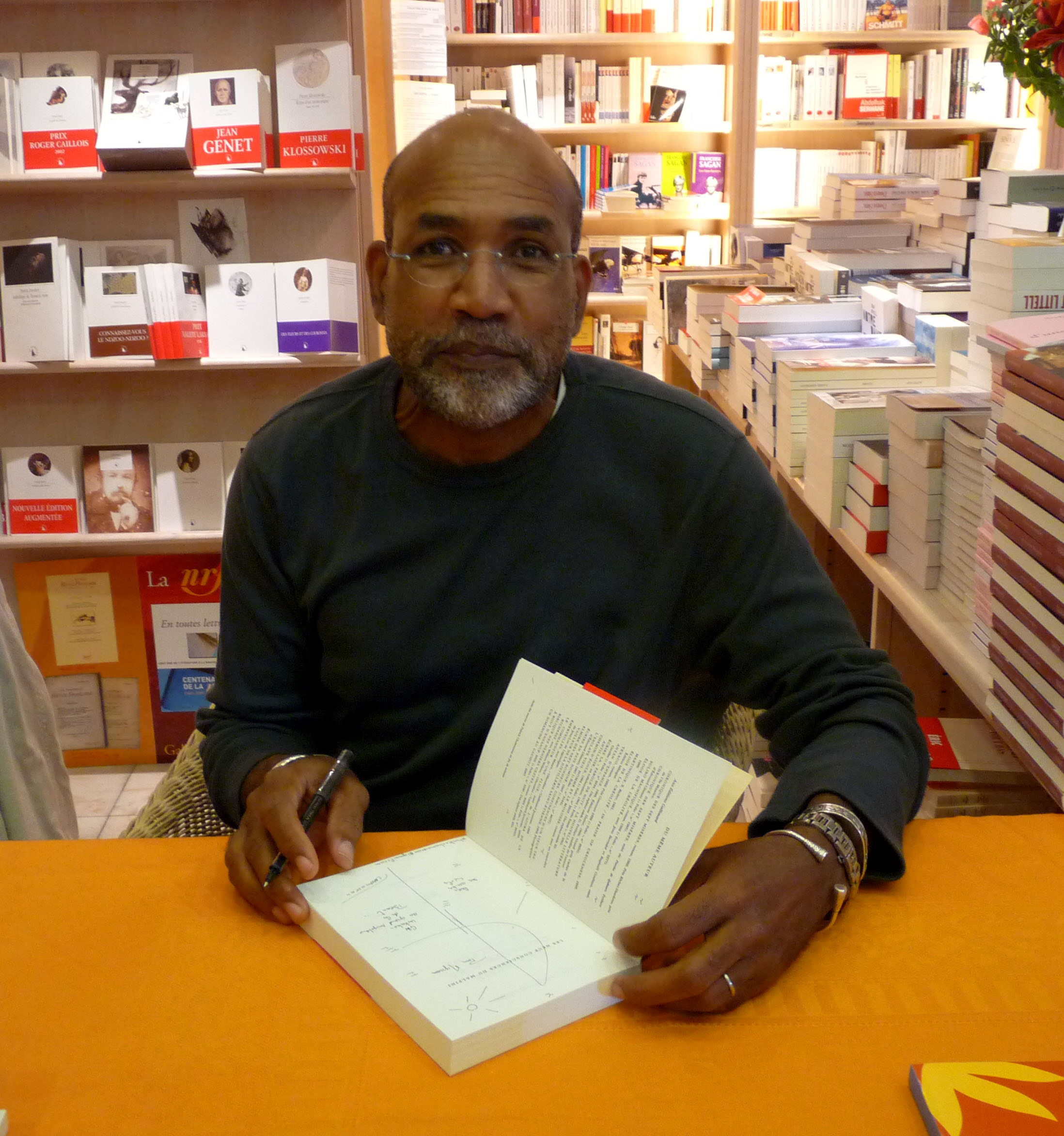
Patrick Chamoiseau (2009)

- Dominique Batraville (Haïti) (1962-)
- Dany Bébel-Gisler (Guadeloupe) (1935-2003)
- Jean Bernabé (Martinique)
- Roland Brival (Martinique) (1942-)
- Marie-Magdeleine Carbet (Martinique) (1902-1996)
- Mérine Céco (Martinique)
- Aimé Césaire (Martinique) (1913-2008)
- Patrick Chamoiseau (Martinique) (1953-)
- Lémy Lémane Coco (Guadeloupe) (1951-)
- Maryse Condé (Guadeloupe) (1937-2024)
- Raphaël Confiant (Martinique) (1951-)
- Louis-Philippe Dalembert (Haïti) (1962-)
- Edwidge Danticat (Haïti) (1969-)
- Tony Delsham (Martinique) (1946-)
- René Depestre (Haïti) (1926-)
- Georges Desportes (Martinique) (1921-2016)
- Victor Duquesnay (Martinique) (1872-1920)
- Frantz Fanon (Martinique) (1925-1961)
- Charles-Henri Fargues (Martinique) (1960-)
- Édouard Glissant (Martinique) (1928-2011)
- Jean Juraver (Guadeloupe) (1945-)
- Georges Cocks (né à Saint-Martin,Guadeloupe) (1975-)
- Max Elisée (Martinique (1947)
- Dany Laferrière (Haïti) (1953-)
- Dominique Lancastre (Guadeloupe) (1966-)
- Christine Lara (Guadeloupe)
- Karen Lauréote (Martinique)
- Viktor Lazlo (Martinique Grenade) (1960-)
- Marie-Sœurette Mathieu (Haïti) (1949-)
- Daniel Maximin (Guadeloupe) (1947-)
- Jean Métellus (Haïti) (1937-2014)
- Gaël Octavia (Martinique) (1977-)
- Ernest Pépin (Guadeloupe) (1950-)
- Gerty Dambury (Guadeloupe) (1957-)
- Saint-John Perse (Guadeloupe) (1888-1975)
- Gisèle Pineau (Guadeloupe) (1956-)
- Jean Price Mars (Haïti) (1876-1969)
- Jacques Roumain (Haïti) (1907-1944)
- Guy Tirolien (Guadeloupe) (1917-1988)
- André Schwarz-Bart (né à Metz- Guadeloupe) (1928-2006)
- Simone Schwarz-Bart (Guadeloupe) (1938-)
- Anique Sylvestre (Martinique)
- Raphaël Tardon (Martinique) (1911-1967)
- TiMalo (Guadeloupe)
- Timothy Williams (né à Londres - Guadeloupe) (1946-)
- Joseph Zobel (Martinique) (1915-2006)
- Alain Foix (Guadeloupe) (1964-)
- John Renmann (Guadeloupe) (1975-)

## Poésie
- Poésie créole des Antilles, sur le site potomitan

## Institutions
- Institut du Tout-Monde (2007) (littérature-monde)

### Prix littéraires
- Prix littéraire des Caraïbes depuis 1965, par l'ADELF, en une dizaine de rubriques
- Prix Tropiques
- Prix des Amériques insulaires et continentales
- Prix Carbet de la Caraïbe
- Prix Casa de las Américas
- Prix du Salon du livre insulaire d'Ouessant (France)
- Trophées des arts afro-caribéens (TAAC, 2006), Césaires de la musique qui s'est ensuite élargi à la littérature et au cinéma
- Grand prix du roman métis
- Grand prix de l’Association littéraire de la Caraïbe
- Prix littéraire de la Plume antillaise et d'ailleurs
- Burt Award for caribbean literature (2013-2019)[2]
- Prix OCM Bocas pour la littérature caribbéenne (en) (2011-)
- The Johnson and Amoy Achong Caribbean Writers Prize

### Revues
- Adresse de la Société des amis des Noirs à l'Assemblée nationale (1790)[3] (Société des amis des Noirs (1788))
- L'Antillaise. Petite revue littéraire et scientifique[4]
- La Revue du monde noir[5],[6] (1931-1932, six numéros), menée par Paulette Nardal et Jeanne Nardal
- Légitime défense (1932) autour de René Ménil
- Tropiques (1941-1945), autour d'Aimé Césaire, de Suzanne Césaire et de René Ménil
- Acoma (1971-1972), autour d'Édouard Glissant
- Care (1975-1988), revue du CARE (Centre antillais de recherches et d'études)[7]
- Dérades (1997-2004)
- Flamme[8](2021, revue en ligne, Fédérer Langues, Altérités, Marginalités, Médias, Éthique)